# Identificator numeric personal (Moldova)

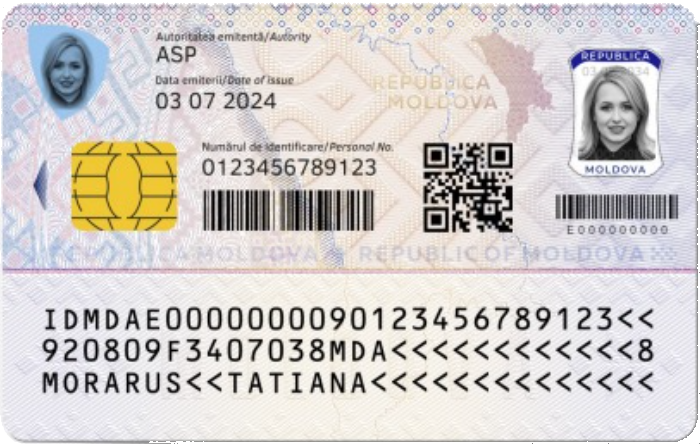
Spatele cărții de identitate(2025).

Identificatorul Numeric Personal (IDNP) este un identificator unic atribuit fiecărei persoane fizice înregistrate în Republica Moldova. Acesta are o lungime de 13 cifre și este utilizat pentru identificarea unică a cetățenilor și rezidenților în sistemele informatice guvernamentale, precum și în cadrul instituțiilor financiare, fiscale, medicale și educaționale.
IDNP este generat și gestionat de Agenția Servicii Publice și se regăsește pe carte de identitate, pașaport sau pe permis de ședere. Spre deosebire de CNP românesc, EGN bulgăresc și JMBG sârbesc, IDNP moldovenesc nu codifică sexul sau data nașterii.

## Structură
| \| 2 \| TTT \| XXX \| YYYYY \| K \| |     |     |       |   |
| Identificator numeric personal      |     |     |       |   |
| 2                                   | TTT | XXX | YYYYY | K |

Identificatorul numeric personal a fost introdus prin Hotărârea Guvernului Republicii Moldova nr. 333 din 18 martie 2023 împreună cu Registrul de Stat al Populației și este desemnat ca și cheie principală de identificare a persoanelor fizice în statul Republica Moldova. Acesta este compus dintr-o serie de 13 cifre, aranjate într-o ordine strictă:
Pentru IDNP: 2TTTXXXYYYYYK
- 2 - indicele de identificare al persoanelor fizice în cadrul ansamblului de identificatori de stat
- TTT - ultimele trei cifre ale anului în care a fost atribuit IDNP-ul
- XXX - codul oficial pentru starea civilă
- YYYYY - numărul de ordine al înregistrării în acel an, în acel oficiu;
- K - cifră de control

## Validare
Validarea unui IDNP constă în calcularea componentei K și compararea acesteia cu valoarea primită a aceleiași componente. Dacă acestea sunt identice, înseamnă că IDNP verificat este valid.